# Makio Inoue
Takao Inoue (井上 孝夫 Inoue Takao?,  prefectura de Yamanashi, 30 de noviembre de 1938-prefectura de Chiba, 29 de noviembre de 2019), mejor conocido bajo su nombre artístico de Makio Inoue (井上 真樹夫 Inoue Makio?), fue un seiyū y actor japonés. Hasta el momento de su muerte, estuvo afiliado a Aoni Production. Algunos de sus roles más destacados incluyen el de Goemon Ishikawa XIII en Lupin III (personaje que interpretó hasta 2012), William Albert Ardley en Candy Candy y al Capitán Harlock en la serie homónima. Falleció el 29 de noviembre de 2019 tras sufrir un ataque cardíaco, un día antes de su cumpleaños número 81.

## Filmografía

### Anime
- Attack on Tomorrow (1977) como Daisuke Hara
- Candy Candy como William Albert Ardley
- Capitán Harlock como el Capitán Harlock
- Devilman como Iwao Himura/Himmler
- El Galáctico como Orio
- El Gladiador como Pete Richardson
- El Rey Arturo como Tristan
- Galaxy Express 999 como el Capitán Harlock, Kazuto Tennoji, Kizaluna y Pascal
- Gran Mazinger como Shinichiro Ikuta
- Kyojin no Hoshi como Hanagata Mitsuru
- Lupin III como Goemon Ishikawa XIII
- Mi Juventud en la Arcadia: Camino al Infinito SSX como el Capitán Harlock
- Samurai Champloo como Mariya Enshirou
- Yūsha Raideen como Riki Jinguuji

### OVAs
- Legend of the Galactic Heroes como Ansbach
- Lupin III como Goemon Ishikawa XIII
- Time Stranger Kyoko como Toshito Kutajima

### Películas
- Adieu Galaxy Express 999 como el Capitán Harlock
- Candy Candy como William Albert Ardley
- El Misterio de La Arcadia como el Capitán Harlock
- Galaxy Express 999 como el Capitán Harlock
- Hashire Melos (1981) como Selinunteus
- La Arcadia de mi Juventud como el Capitán Harlock y el fantasma de F. Harlock II
- Las fantásticas aventuras de Único como el Duque Danshake y el Barón DeGhost
- Lupin III como Goemon Ishikawa XIII
- Mobile Suit Gundam (Trilogía) como Slegger Law
- Natsu e no tobira como el Narrador
- Toki no Tabibito -Time Stranger- como Toshito Kutajima
- Uchuu Senkan Yamato Aratana Tabidachi como Tetsu Kitano

### Videojuegos
- Bushido Blade como Black Lotus

### Comerciales
- Interpretó a Goemon Ishikawa XIII para un comercial de la petrolera Esso.